# Урош Стојановић
Урош Стојановић (Београд, 1973 — Лос Анђелес, 23. септембар 2017) био је српски позоришни и филмски редитељ. 

## Биографија
Његов отац је био познати српски глумац Феђа Стојановић. 
Српској филмској јавности постао је познат као редитељ филма Чарлстон за Огњенку (2008. година). 
Последњих неколико година живео је и радио у Лос Анђелесу. 